# Mistral (viento)
El mistral (o maestral), también conocido con el nombre de cierzo en Aragón, es un viento del noroeste (a veces del norte), que sopla de las costas del Mediterráneo hacia el mar, entre la desembocadura del Ebro y Génova. Se trata de un viento frío, seco y violento, que alcanza corrientemente los 100 km/h y llega a pasar de los 140 km/h (75 nudos). Puede ser causado por el enfriamiento nocturno del suelo en las regiones costeras, pero cuando sopla muy fuerte se debe a una alza de la presión atmosférica en el noroeste europeo: el aire polar fluye así hacia las bajas presiones del Mediterráneo y al encontrar los obstáculos opuestos por el relieve (los Pirineos, el Macizo Central francés, los Alpes) pasa por las brechas que existen entre estos, sufriendo entonces su velocidad un incremento considerable al ser reducida la sección de las venas.

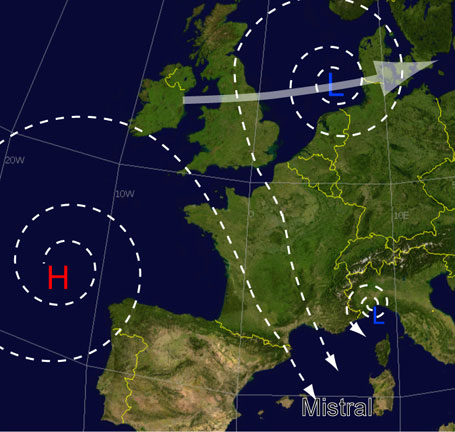
Condiciones meteorológicas del mistral.

En Francia es un viento frío del norte del golfo de León, provocado por una depresión en el golfo de Génova. Llega a ser especialmente intenso en el valle del Ródano. Se produce en todas la épocas del año, más en otoño e invierno. Crea una corriente fuerte, fría, del noroeste, a lo largo de la costa, particularmente desde el delta del Ródano hasta más al este de Marsella, en el sudeste de Francia.
El mistral es un ejemplo de viento catabático, causado por aire enfriado sobre las montañas por la presencia de un sistema de alta presión o de enfriamiento por radiación. En el mistral, el aire se enfría más arriba del Macizo Central, la meseta central de Francia, y los Pirineos. Sopla hacia abajo al valle del Garona, debido a que su densidad es mayor que la del entorno. En el valle del Ródano se produce un encajonamiento desde su llegada de las alturas del Macizo Central, lo que lo acelera inevitablemente, y por su carácter de viento seco da origen a la luminosidad ambiental típica de la Provenza.
En Marsella, en la mitad de los días del año, el tiempo se caracteriza por los vientos fuertes del mistral. Afectan al tiempo en Baleares, Norte de África, Córcega, Cerdeña, Sicilia y Malta, particularmente cuando un sistema de baja presión se forma en el Golfo de Génova.